# Killers (2010)
Killers is een Amerikaanse komediefilm uit 2010 met in de hoofdrol Katherine Heigl en Ashton Kutcher. De film ontving slechte recensies en Kutcher won een Razzie  voor de film.

## Plot
Jennifer trouwt met huurmoordenaar Spencer. Samen proberen ze te overleven, nadat iedereen zich tegen hen heeft gekeerd.

## Rolverdeling
- Ashton Kutcher - Spencer Aimes
- Katherine Heigl - Jennifer "Jen" Kornfeldt
- Tom Selleck - Mr. Kornfeldt
- Catherine O'Hara - Mrs. Kornfeldt
- Katheryn Winnick - Vivian
- Lisa Ann Walter - Olivia Brooks
- Casey Wilson - Kristen
- Rob Riggle - Henry
- Martin Mull - Holbrook
- Alex Borstein - Lily Bailey
- Kevin Sussman - Mac Bailey
- Usher Raymond - Kevin de manager
- LeToya Luckett-Walker - Amanda
- Mary Birdsong - Jackie Vallero
- Michael Daniel Cassady - Milo
- Ariel Winter - Sadie